# Người Mông Cổ
Mông Cổ (tiếng Mông Cổ: Монголчууд, Mongolchuud, [ˈmɔŋɡɔɮ.t͡ʃuːt]) định nghĩa là một hay một vài dân tộc, hiện nay chủ yếu cư trú tại Trung Quốc, Mông Cổ và Nga. Ước tính có khoảng 11 triệu người Mông Cổ.

## Định nghĩa
Người Mông Cổ có thể chia thành người Đông Mông Cổ và người Tây Mông Cổ. Với một quan niệm rộng hơn, "người Mông Cổ" có thể bao gồm tất cả những dân tộc nói một trong các ngôn ngữ Mông Cổ, như người Kalmyk ở Liên bang Nga.
Cái tên "Mông Cổ", xuất hiện lần đầu trong sử sách nhà Đường vào thế kỷ thứ 8; và dùng để gọi bộ tộc Thất Vi, nhưng sau đó từ này chỉ nổi lên vào cuối thế kỷ 11 dưới sự thống trị của Khiết Đan. Sau khi nhà Liêu sụp đổ vào năm 1125, các dân tộc Mông Cổ trở thành một bộ tộc lãnh đạo trên thảo nguyên và cũng có sức mạnh tại miền bắc Trung Quốc. Tuy nhiên, người Mông Cổ đã trở nên suy yếu với các cuộc chiến tranh với nhà Kim và các dân tộc Tatar. Vào thế kỷ 13, từ Mông Cổ đã phát triển thành một khái niệm rộng bao trùm một nhóm lớn gồm các bộ tộc nói các ngôn ngữ Mông Cổ và Turk thống nhất lại dưới sự chỉ huy của Thành Cát Tư Hãn.

## Ngôn ngữ
Nguồn gốc rõ ràng của nhóm ngôn ngữ Mông Cổ và các bộ tộc liên quan vẫn chưa thống nhất. Một số nhà nghiên cứu đưa ra liên hệ với các nhóm ngôn ngữ như Tungus và Turk, là những nhóm ngôn ngữ thường cùng với nhóm ngôn ngữ Mông Cổ nằm trong một nhóm lớn hơn gọi là Hệ ngôn ngữ Altai, mặc dù đây vẫn là vấn đề tranh cãi.

## Phân bố

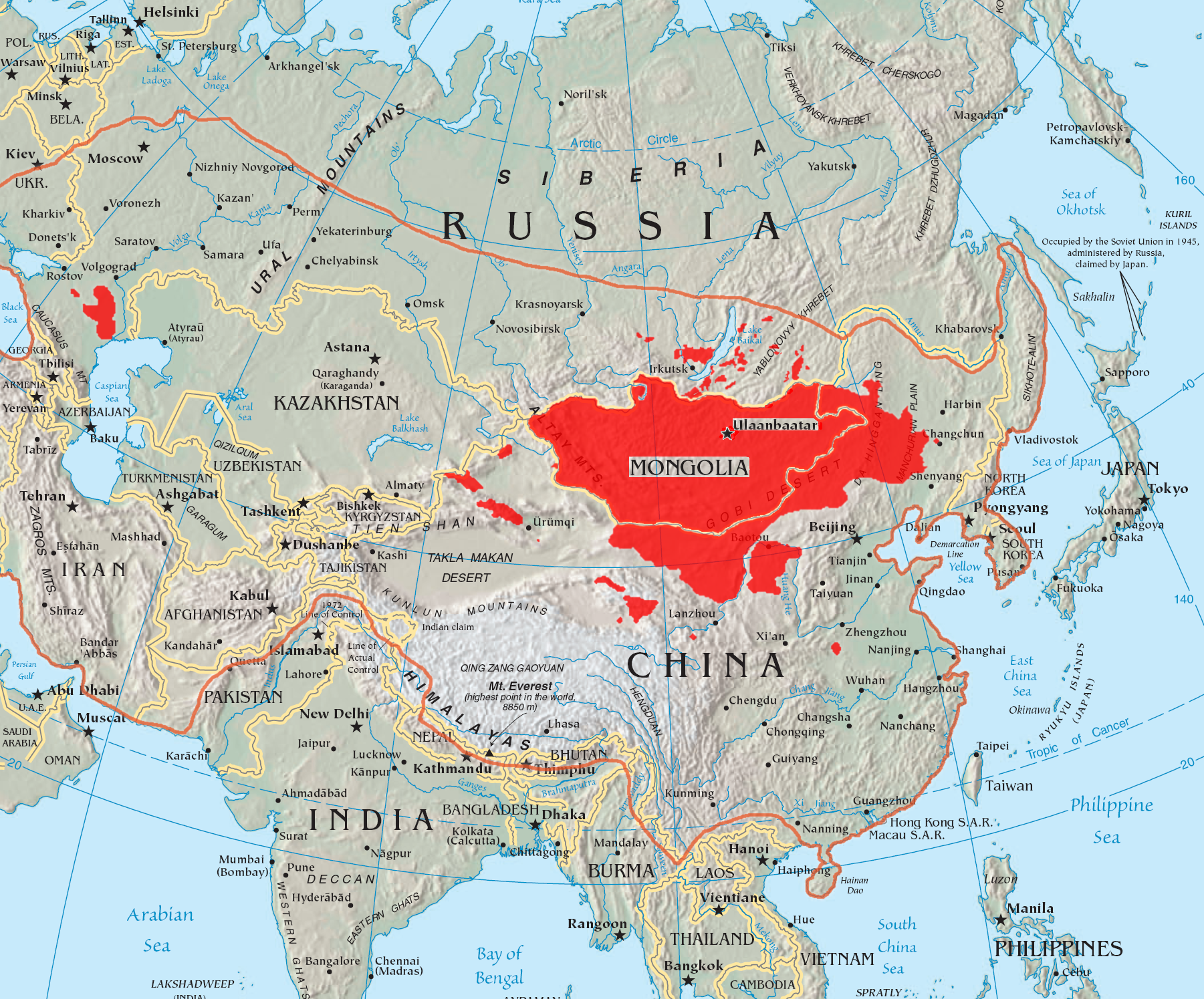
Biên giới Đế quốc Mông Cổ vào thế kỷ 13.

Ngày nay, người gốc Mông Cổ sống tại Trung Quốc (chủ yếu là Nội Mông Cổ), Mông Cổ, Nga và một vài quốc gia Trung Á khác. Sự phân biệt giữa các bộ tộc và dân tộc tùy thuộc vào các quốc gia. Người Tumed, Thổ, Ordos, Bargut (hay Barga), Altai Uriankhai, Buryat, Dörböd (Dörvöd, Dörbed), Torguud, Dariganga, Üzemchin (hay Üzümchin), Bayid, Khoton, Myangad (Mingad), Zakhchin (Zakchin), Darkhad, và Oirats (hay Öölds hoặc Ölöts) đều được tính là các bộ tộc Mông Cổ.

### Mông Cổ
Dân cư Mông Cổ hiện nay gồm 92,6% là người Mông Cổ, xấp xỉ 2,8 triệu người. Từ thời Trung cổ đến thời Cận đại người Khalkha, Uriankhai và Buryat được tính là Người Đông Mông Cổ trong khi người Oirat, sống chủ yếu tại khu vực Altay là người Tây Mông Cổ.

### Trung Quốc
Theo thống kê năm 2000 của Cộng hòa Nhân dân Trung Hoa, có 5,8 triệu người Mông Cổ tại nước này. Hầu hết trong số họ sống tại Nội Mông Cổ, sau đó là tỉnh Liêu Ninh. Một số người Mông Cổ khác cũng sống ở những nơi gần hai khu vực này. Các dân tộc nói một ngôn ngữ Mông Cổ khác là Daur, Thổ tộc, Đông Hương, Bảo An, và một số nhóm người Yugur. Những dân tộc này không được phân loại chính thức là người Mông Cổ mà được công nhận là các dân tộc riêng rẽ tại Trung Quốc.

### Nga
Tại Nga, người Buriat thuộc nhóm Đông Mông Cổ. Nhóm Tây Mông Cổ gồm có người Oirats tại vùng Altay thuộc Nga và người Kalmyk ở phía bắc của biển Caspi, nơi họ chiếm đến 53.3% dân cư của cộng hòa Kalmykia thuộc Nga. Người Tuva và người Altay có quan hệ văn hóa gần gũi với người Mông Cổ, nhưng họ nói một ngôn ngữ Turk. Tất cả các nhóm này có tổng dân số khoảng 1 triệu người.

### Những nơi khác
Người Mông Cổ cũng có mặt tại Tây Âu và Bắc Mỹ, Hàn Quốc và những nơi khác.

## Thư viện ảnh

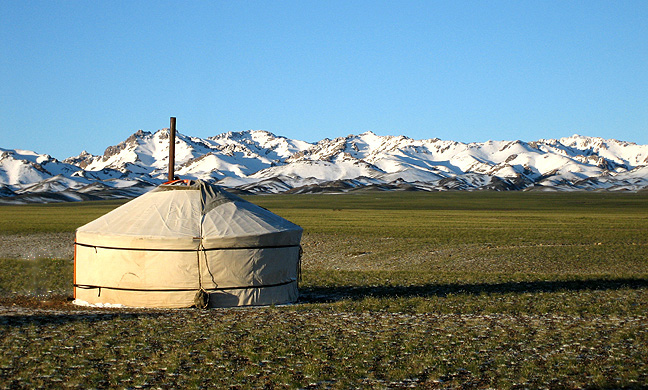
Một yurt Mông Cổ
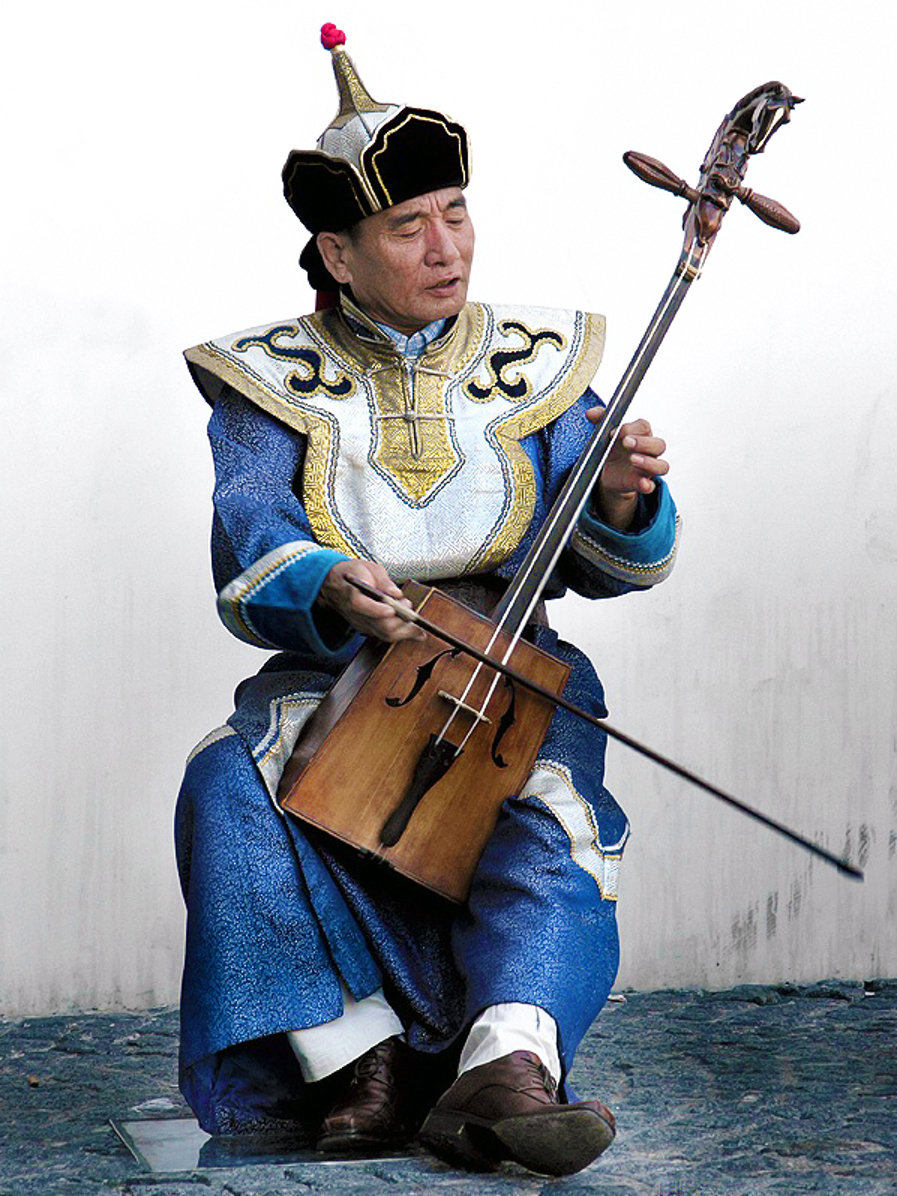
Một nhạc công Mông Cổ
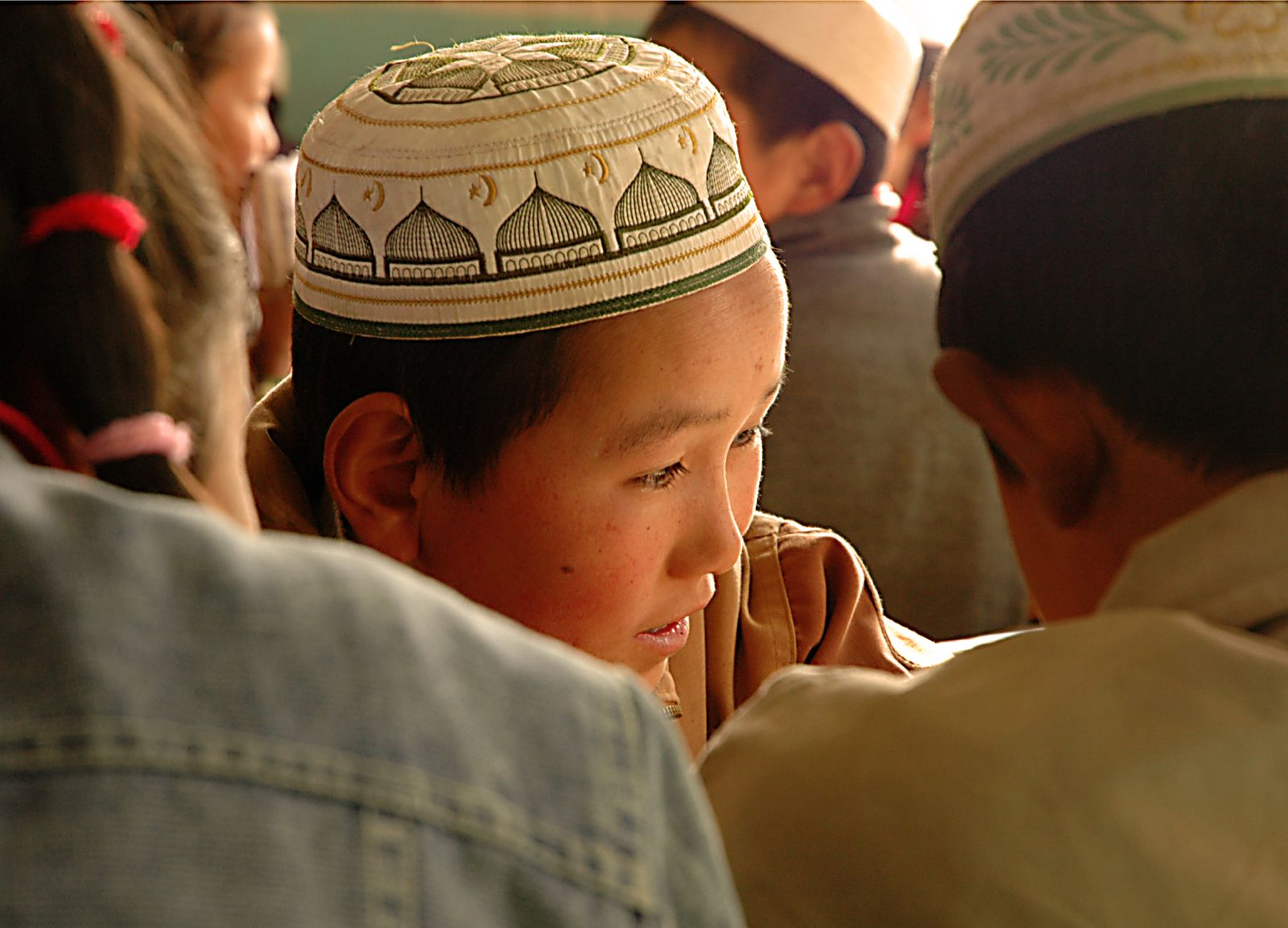
Cậu bé người Người Đông Hương
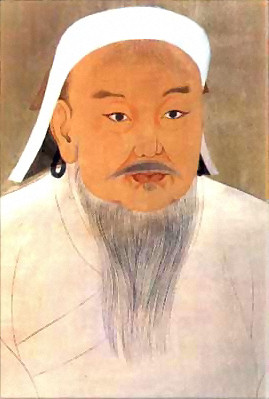
Thành Cát Tư Hãn
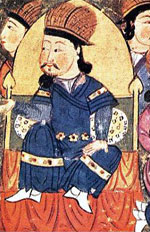
Yêm Đáp Hãn của Tumed
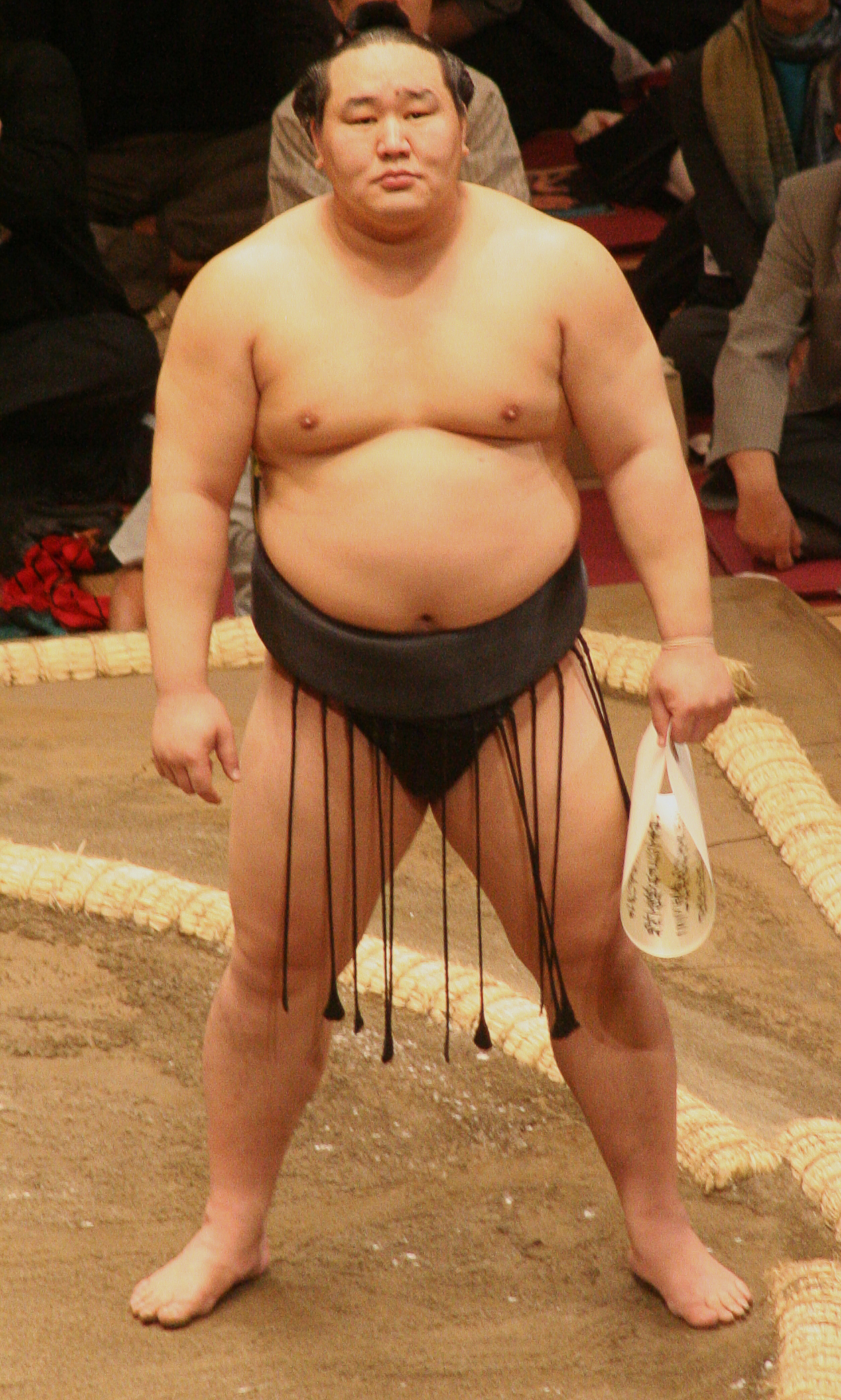
Dagvadorj Dolgorsuren (Asashoryu)
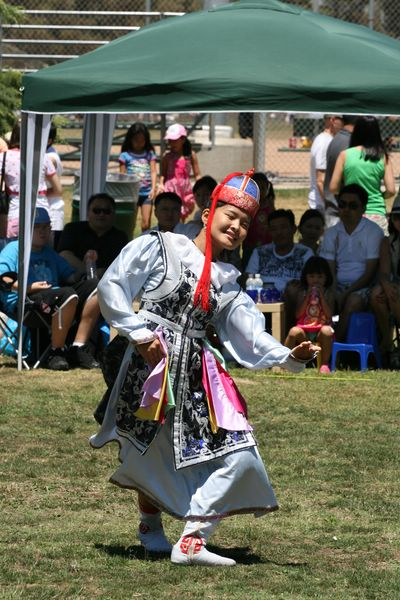
Cô gái Mông Cổ trong điệu nhảy Bayad
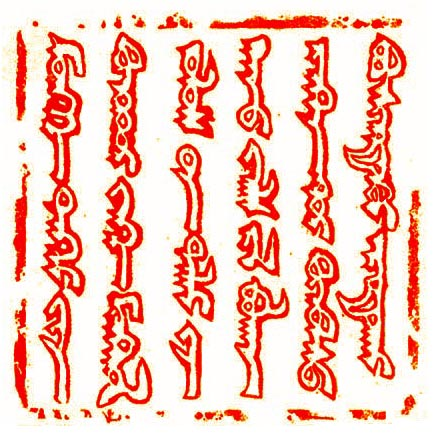
Dấu ấn của Hãn Quý Do (Güyük Khan)
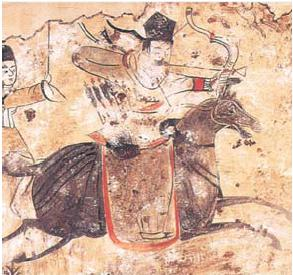
Những cung thủ Mộ Dung Mông Cổ
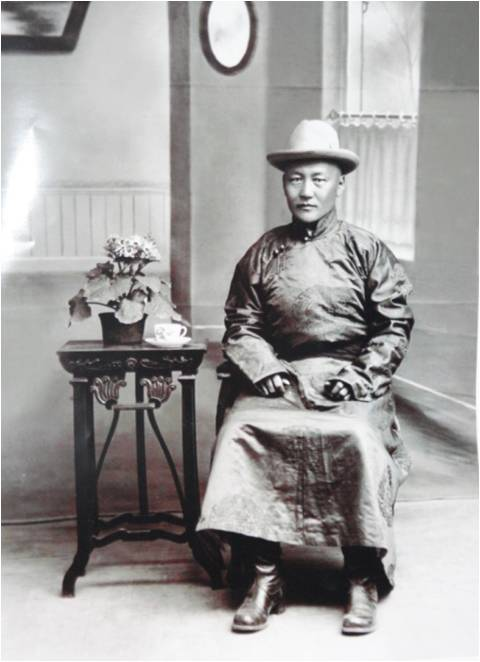
Khả hãn Navaanneren vào thế kỷ 20